# Brethil

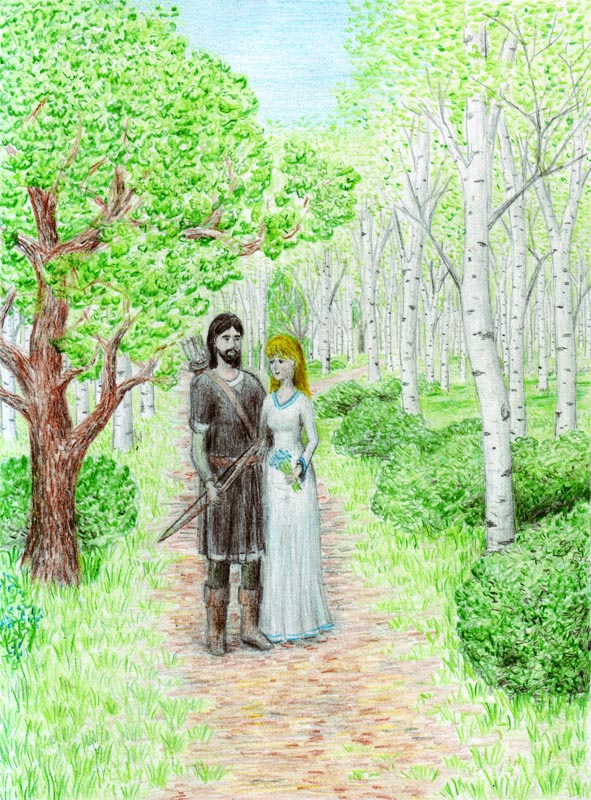
Túrin en Nienor in Brethil

Brethil is een bos in de fictieve wereld Midden-aarde van schrijver J.R.R. Tolkien. Het wordt beschreven in De Silmarillion.
Hoewel het bos van Brethil niet omsloten werd door de Gordel van Melian werd ook na de komst van de Noldor naar Midden-aarde het gebied tot het rijk van koning Elu Thingol gerekend. Na de komst van de Edain naar Beleriand kreeg het Huis van Haleth het gebied in leen.
Op de berg Amon Obel bouwde de Haladin hun hoofdstad, die in de tijd van Túrin Turambar Ephel Brandir werd genoemd: de Omheining van Brandir, hun leider.

## Verhaal
Nabij het ravijn Cabed-en-Aras doodt Túrin de draak Glaurung maar daar vinden ook Brandir, Túrin en zijn zuster en vrouw Níniel de dood en de plaats vanaf dat moment Cabed Naeramarth genoemd
Morwen en Húrin, de ouders van Túrin en Níniel vinden elkaar later op deze plaats, en Morwen wordt daar ook begraven. De grafheuvel waaronder ze zijn begraven overleeft de Oorlog van Gramschap en wordt Tol Morwen, het meest westelijke eiland voor de kust van Lindon na de Eerste Era.